# Morálka

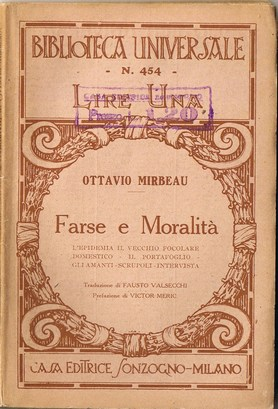
Farse e moralità (Žerty a morálka), 1914

Morálka (z lat. moralitas, správné chování, od mos, moris, mrav) znamená celkovou představu správného jednání ve společnosti. Od pravidel zdvořilosti se liší tím, že se týká věcí závažných a podstatných, na druhé straně od práva zase tím, že se nedá soudně vymáhat a za její porušení nepřicházejí sankce (potrestání). Používá se ve dvojím významu:
- v normativním významu znamená to, co je z vnitřního přesvědčení správné nebo naopak nepřípustné, případně i soubor principů, podle nichž se má lidské jednání a rozhodování hodnotit;
- v popisném významu je to pojem pro to, čím se členové určité společnosti nebo skupiny opravdu řídí, co jejich společnost vyžaduje a co naopak odmítá.

## Význam
Slovo se někdy používá jako synonymum pro mravnost a etiku vůbec, ani v běžné řeči však neznamená pouhou slušnost nebo etiketu, nýbrž zásady důležitější a závažnější, které podle T. Hobbese zajišťují „pokojné spolužití a svornost“. Takové "morální chování" lze nalézt i u zvířat. Od práva se morálka obvykle odlišuje tím, že se nedá soudně vymáhat, i když ji společnost často podporuje tím, že přestupníky pohrdá nebo se jim vyhýbá, případně je i vylučuje.

## Normativní význam
V běžné řeči i ve filosofii se morálkou obvykle rozumí principy a zásady správného jednání, jimiž se člověk řídí z vnitřního přesvědčení, ne ze strachu či donucení. Normativní význam slova morálka zdůrazňuje, že se jedná o zásady všem rozumným bytostem společné, kdežto kulturní odlišnosti jsou druhořadé. Naproti tomu kulturní i mravní relativismus zdůrazňuje tyto rozdíly a normativní morálku spíše zpochybňuje.
Podstatnou složkou každé morálky je zásada „nikomu neškodit“, případně i poškození druhých předcházet, často vyjádřená řadou jednoduchých zákazů. Klasickou formou obecné morální zásady je tak zvané Zlaté pravidlo:
- „Co nechceš, aby ti jiní činili, nečiň ty jim.“ (Bible, Tob 4,15)
- „Jak chcete, aby lidé jednali s vámi, tak jednejte vy s nimi.“ (Bible, Lk 6,31).
- „Člověk se nemá vůči druhým chovat způsobem, který je mu samému proti mysli. To je jádro vší morálky. Všechno ostatní plyne ze sobecké žádostivosti.“ (Mahábhárata. Anušasána parva, 113,8)

Tradiční morálky se opíraly o náboženskou autoritu a obvykle obsahovaly i příkazy týkající se vztahu člověka k Bohu nebo božstvům. Teprve když vznikaly společnosti kulturně a nábožensky smíšené, hledali už starověcí filosofové způsoby, jak morálku založit bez této náboženské opory, aby mohla být všem společná čili univerzální. Švýcarský teolog Hans Küng ukázal, že zásady morálky v různých kulturách jsou do značné míry shodné. Protože jsou však vesměs založeny na náboženské autoritě, zavazují člověka přísně vzato jen vůči členům vlastního společenství. Na druhé straně morálky filosofické, jež se snaží být univerzální, hledají argumenty pro jejich závaznost.

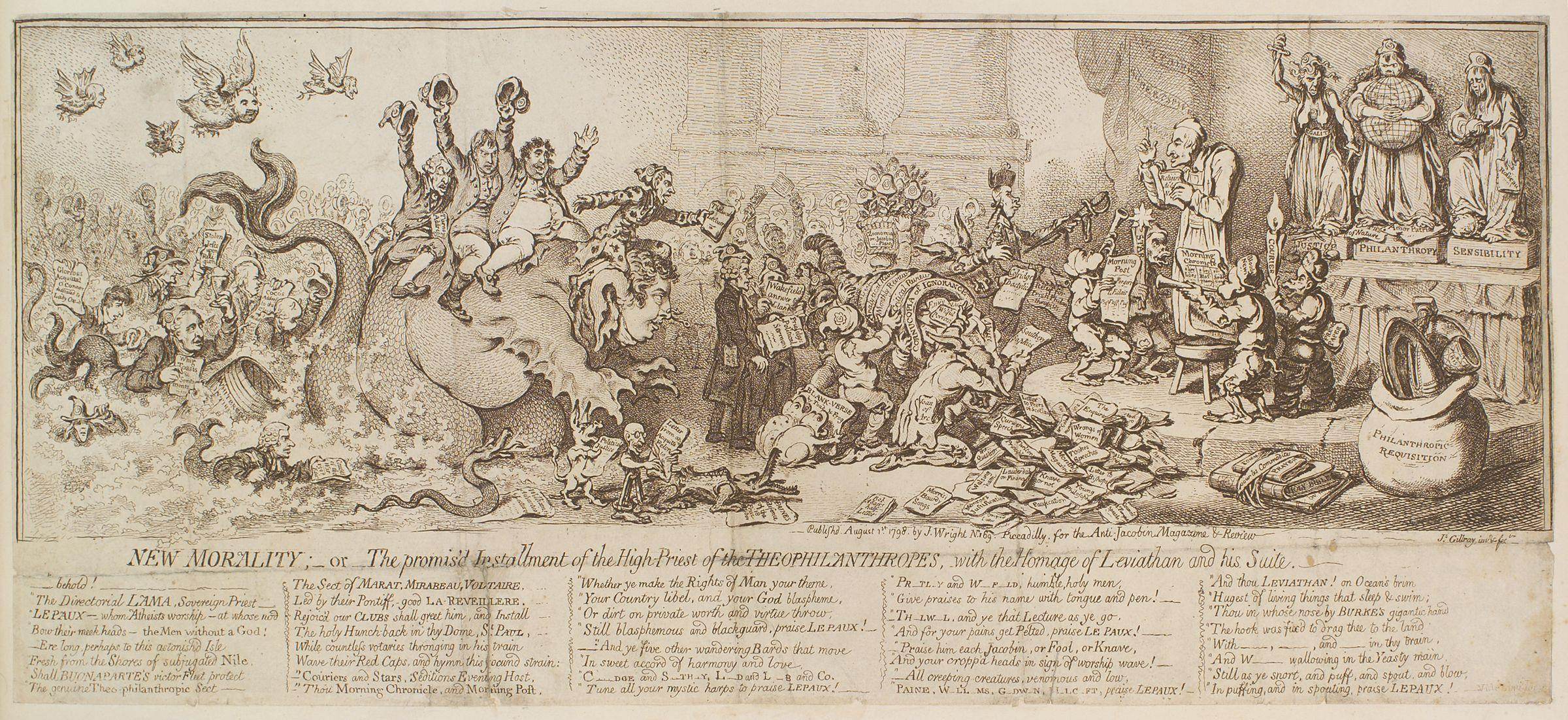
New Morality (Nová morálka), James Gillray, 1798

Hobbes zdůvodňoval občanskou morálku potřebou pokojného spolužití v obci, což by však její platnost omezilo jen na členy této obce. Immanuel Kant výslovně kritizoval morálku, jejíž zásady lidé přijímají na základě vnější autority, například náboženské. Proti takové heteronomní morálce postavil požadavek morálky autonomní, kterou člověk přijímá dobrovolně, a to na základě vlastního rozumového náhledu. Ten ovšem musí každá rozumová bytost uznat a přijmout za vlastní. Proto se Kant pokusil morálku opřít jen o předpoklady individuální lidské svobody, rozumnosti a rovnosti, a vyjádřil ji pak kategorickým imperativem.
Ve snaze o přísně rozumové založení morálky však Kant zásadně odmítl prvek zkušenosti a morální hodnocení omezil pouze na samo rozhodnutí, kdežto jeho důsledky zcela vyloučil. Je-li rozhodnutí samo správné, nemohou na tom jeho důsledky nic změnit. Tuto slabinu kritizovali například Max Weber a Georg Simmel, kteří zdůraznili, že správnost rozhodnutí se musí hodnotit i s ohledem na jeho praktické důsledky.
Opačným extrémem je morálka utilitarismu a pragmatismu, která každý čin hodnotí podle souhrnu jeho důsledků a za nejlepší pokládá ten, který přinesl nejvíce pozitivního. Tím ovšem obchází vlastní otázku morálky, totiž co je dobré a zlé, a přesouvá ji do představy „pozitivního“. Protože hodnocení je možné jen zpětně, nemá tento princip pro jednajícího člověka valnou cenu. Konečně doveden do extrému má utilitaristický přístup blízko k zásadě „účel světí prostředky“. Pro jednajícího člověka se nabízí posuzování jednání ve smyslu win-win (oboustranného prospěchu) oproti jednání win-lose (prospěch na úkor druhého).

## Mrav, morálka a etika

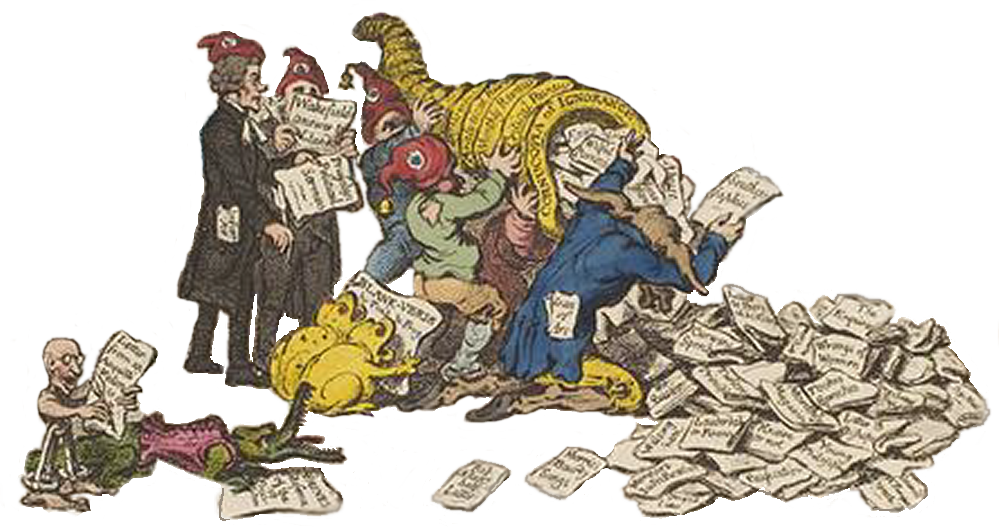
New Morality (Nová morálka), James Gillray, 1798

Tři slova, jež jsou v češtině k dispozici pro to, čím se řídí svobodné rozhodování a jednání, znamenala původně totéž: jak latinské mos, moris, tak řecké éthos znamenalo původně společný mrav. Slovo mrav je pak odvozeno od staročeského nrav, označujícího to, co se líbí nebo co je vhodné.
Jeho princip nebo „maximu“ lze vyjádřit zásadou „dělej to, co se u nás dělá, a vyhýbej se tomu, co se nedělá“. Tím se skutečně lidé řídí nejčastěji, například pokud jde o oblékání nebo účes, o chování při jídle, o zdvořilost a slušnost, jak se to v dětství naučili. Už ve starověku si však někteří všimli, že někdy se člověk má většině vzepřít, jako to učinil například Sókratés před soudem. Ještě zřetelněji to vyjadřuje Bible:
- Nepřidáš se k většině, když páchá zlo. (Bible: Exodus 23,2)

Tento rozdíl mezi kolektivním „mravem“ a individuální morálkou vyjádřil jasně Hegel a po něm například Paul Ricoeur, který si také všiml, že morálka se často vyjadřuje pomocí zákazů, například v biblickém Desateru. Morálka v tomto užším a přesnějším významu potom znamená individuální přesvědčení o tom, co člověk dělat nemá – dokonce i kdyby to ostatní dělali. Německý sociolog Niklas Luhmann proto říká, že morálka i právo jsou „kontrafaktické“: platí, i když je někteří porušují.
Baruch Spinoza – a po něm řada dalších – kromě toho ukázali, že pokud člověk jedná s rozmyslem, řídí se nejenom pravidly a zákazy, ale především tím, po čem touží a co hledá, čili nějakým cílem. Pro tuto třetí „vrstvu“ můžeme podle něho použít slovo „etika“, i když tato terminologie není mezi filosofy obecně přijata. Gilles Deleuze dokonce postavil takto chápanou etiku proti morálce, kterou chápal jen jako „heteronomní“, a tedy utlačující a zotročující.
Pokud bychom však lidský život ve společnosti přirovnali k provozu na silnicích, je zřejmé, že každý účastník se sice řídí nějakým cílem, na druhé straně však musí předpokládat, že nejen on sám, ale také ostatní se řídí „vnějšími“ pravidly a zákazy silničního provozu - jinak by se na silnici patrně neodvážil. Na tomto příkladě je patrné, že dobře stanovená a dodržovaná pravidla („morálka“) jeho svobodu nejen neomezují, ale naopak provoz a tím i dosažení cíle teprve umožňují.

## Morální teologie
Základem tradiční morálky bylo náboženství, které se se vznikem monoteismu stále více orientovalo také na pravidla lidského soužití ve společnosti. V židovství se objevila myšlenka univerzálního náboženství, jak ji vyjadřuje například vyprávění o Stvoření: všichni lidé mají společný původ a jednoho Boha. V křesťanství k tomu přistoupil ideál individuálního přijetí náboženské víry, „obrácení“ a „pokání“, které je přístupno každému člověku. Systematickým rozvíjením těchto myšlenek se zabývá morální teologie jako učení o mravních důsledcích křesťanské víry.
Pokud je náboženská morálka vymáhána strachem z trestu, oslabuje to mravní sebekontrolu člověka. Podle srovnávacích výzkumů kvantifikovatelných společenských poruch v prosperujících demokratických zemích vykazují sekularizované společnosti lepší funkčnost než společnosti více religiozní, zejména USA.

## Morálka a právo
Etnologie i antropologie práva ukázaly, že právo kdysi vzniklo ze společného mravu a morálky, které složitější společnosti začaly kodifikovat a vymáhat prostředky státní moci. Přesto morálka a právo představují dva odlišné typy normativity, přičemž základním rozlišujícím znakem je sankce za porušení normy, v případě normy morální jde jen o neformální tlak okolí, u normy právní už ale o přímé státní donucení. Rozdíl lze spatřovat také v tom, že právo je možné pružně měnit, zatímco morálka je vytvářena postupně a dlouhodobě. Jejich vztah pak může být buď:
- souladný – určitá právní norma stanoví přesně to samé, jako norma morální (porušení pak sankcionuje především trestní právo),
- nesouvisející – právní normy vyžadují morálně neutrální jednání (zejména v právu správním),
- protikladný – právem je požadováno nebo umožněno něco, co je v rozporu s existující morálkou.

Přímý odkaz na morálku se v právu objevuje např. prostřednictvím dobrých mravů.
V právní teorii se mj. podle vztahu právo-morálka vytvořily dva základní proudy: juspozitivismus (právní pozitivismus) a jusnaturalismus (přirozenoprávní teorie). Zatímco právní pozitivismus mezi morálkou a právem zcela striktně rozlišuje, přirozenoprávní teorie je spojuje, právo morálkou zdůvodňuje a podmiňuje. Např. američtí jusnaturalisté Ronald Dworkin a Lon L. Fuller ukazují, že právo na morálce závisí, přinejmenším v těchto ohledech:
- zákonodárce se nemůže obejít bez pojmů jako „dobré mravy“, „v dobré víře“ nebo „dobrý hospodář“;
- soudcův výklad práva se přirozeně opírá o morálku, kterou se svou společností sdílí a z níž se nemůže úplně vymanit;
- soulad práva s obecně sdílenou morálkou silně podporuje jak účinnost tak důvěryhodnost práva ve společnosti a obecné přesvědčení, že právo je „spravedlivé“;
- morální představa spravedlnosti a její vývoj jsou hlavním zdrojem kritiky i vývoje práva, do něhož se tak prosazují nové zásady a nová témata.

## Popisný význam
Morálka jako předmět vědeckého popisu je významným tématem etnologie, kulturní antropologie, sociologie a dalších společenských věd. Popisný přístup zdůrazňuje objektivní a nezaujatý postoj pozorovatele, který ji popisuje zvenčí. Tím ovšem zároveň zdůrazňuje odlišnosti a vůbec rozmanitost společenských norem jednání. Velkým problémem je jazyk takového popisu. Vědec může pozorovaná jednání a hodnocení popisovat v pojmech své vlastní, to jest obvykle západní civilizace. Přitom se často míjí s tím, jak vlastní morálce rozumějí sami pozorovaní účastníci. V současné době se proto v etnologii a v antropologii zdůrazňuje požadavek, aby se vědec snažil o porozumění pozorovanému jednání pokud možno z hlediska účastníků samých (emický princip). Naopak ideologie někdy vytvářejí „popis“ morálky svých odpůrců, který ji má předvést jako pokryteckou a vůbec nemorální – například když se v komunistické propagandě mluvilo o „buržoazní morálce“ a princip respektování soukromého majetku se představoval jen jako projev sobectví bohatých.
Vědecké výzkumy ukázaly, že morální soudy jsou ovlivněny místní i časovou vzdáleností posuzované události. Morálním stačí označit jakýkoli postoj a ihned nekriticky získává na váze. Lidé jsou morálnější na jaře a na podzim, kdy je také větší úzkost.

## Odvozený význam
Morálka příběhu znamená obecné poučení, jež plyne z příběhu. 
Jednání, které morálce odpovídá, se označuje jako morální, jeho opak jako nemorální, případně amorální (z lat. a-moralis, bez morálky).